# Krypto
Krypto, noto anche come Krypto il supercane (Krypto the Superdog), è un personaggio dei fumetti statunitensi creato da Otto Binder (testi), Curt Swan (matite) e Sy Barry (chine), pubblicato dalla DC Comics. La sua prima apparizione avviene in Adventure Comics (Vol. 1) n. 210 (marzo 1955). 
Krypto il supercane è uno dei superanimali più famosi e popolari dell'Universo DC, solitamente raffigurato come un cane bianco di razza generica con una mantella rossa e di origine kryptoniana, compagno fidato ed animale domestico di Superman, Supergirl o Superboy.

## Storia editoriale
La prima apparizione del personaggio avviene sul n. 210 del primo volume di Adventure Comics, datato marzo 1955, in una storia di Superboy scritta da Otto Binder ed illustrata da Curt Swan e Sy Barry. Sebbene originariamente fosse stato concepito per fare una sola apparizione, Krypto ha ottenuto un riscontro talmente positivo da parte del pubblico da fare altre quattro apparizioni sulla testata per poi diventare un membro regolare del cast di Superboy, nonché capostipite ed antesignano di una lunga serie di superanimali, assieme ad Asso il bat-cane, sottogenere in parte derivato dal successo della fantascienza in televisione tra 1959 ed 1965 con la messa in onda di Ai confini della realtà.
Successivamente sparisce dalle pubblicazioni per diversi anni, salvo venire recuperato dal dimenticatoio nel 1975 sulle pagine di Superman da Elliot S. Maggin che, nel 2006, alla domanda sul perché avesse "liberato Krypto dal canile del limbo" disse: «Un uomo ha bisogno di un cane. Un superuomo ha bisogno di un supercane».

## Biografia del personaggio

### Pre-Crisi
Nato a Kryptonopolis, nel continente di Lurvan, sul pianeta Krypton, cane da pedigree figlio di Zypto, nipote di Nypto e bisnipote di Vypto, Krypto è stato adottato da Jor-El come animale da compagni in vista della nascita del figlio Kal-El ma, dopo aver scoperto dell'imminente distruzione del pianeta, ha deciso di utilizzarlo come cavia per sperimentare il razzo con cui intendeva salvare la vita al figlio. Nel corso del viaggio, l'astronave viene tuttavia colpita da alcuni meteoriti e mandata fuori rotta, motivo per il quale il cane, in ibernazione, è finito a vagare nello spazio per diversi anni raggiungendo la Terra solo una volta che Kal-El è diventato adolescente e ha assunto l'identità di Superboy.
Ricongiuntosi al padroncino, che riconosce grazie al suo fiuto, Krypto, ottenuti tutti i poteri di un qualsiasi kryptoniano sotto un sole giallo, inizia ad affiancarlo nelle sue avventure per i cieli di Smallville; alternando le sue attività supereroistiche ad corse nello spazio cosmico o passandosi per il cane di famiglia dei Kent con l'identità di "Skip" applicando una tintura marrone removibile sul dorso.
Nel corso delle sue avventure Krypto entra a far parte sia della Legione dei Superanimali del 30° secolo che della Pattuglia delle Stelle Canine, Dopodiché scompare per diversi anni per poi venire ritrovato, affetto da amnesia, da Freccia Verde per poi venire riconsegnato a Superman una volta recuperata la memoria.
Dopo svariate altre avventure, nella storia Che cosa è successo all'Uomo del Domani? di Alan Moore, Curt Swan e George Pérez, Krypto si sacrifica per salvare la vita a Superman azzannando alla gola l'Uomo di kryptonite e morendo per l'avvelenamento da radiazioni.

### Post-Crisi
Nell'Universo DC generato in seguito a Crisi sulle Terre infinite, vengono introdotte tre differenti iterazioni di Krypto: il primo in un "universo in miniatura" creato da Time Trapper per replicare l'universo precedente, dove per sconfiggere dei criminali evasi dalla Zona Fantasma sacrifica i suoi poteri consegnando della kryptonite d'oro a Superboy, la seconda è invece un comune cane terrestre adottato prima da Bibbo Bibbowsky e poi da Kon-El, che in seguito lo lascia a vivere alle Hawaii con un'amica per tornare al Progetto Cadmus, sebbene poco dopo il cane lo raggiunga e lo aiuti a combattere una cospirazione interna all'agenzia.
La terza versione è un cane residente su un finto pianeta Krypton creato da Brainiac 13, che segue Superman sulla Terra dopo che questi fugge alla trappola. Una volta giunto su un pianeta gravitante attorno a un sole giallo, Krypto ottiene tutti i poteri di un comune kryptoniano, cosa che provoca diversi grattacapi a Superman, data la mancanza di autocontrollo della creatura, motivo per il quale lo lascia spesso a venire accudito dai suoi robot alla Fortezza della solitudine e si prodiga a fare tutto il possibile per addestrarlo, tanto che durante l'invasione di Imperiex il cane salva diversi civili. Inoltre prende in grande simpatia Catwoman e, nel momento in cui Poison Ivy prende il controllo di Superman, Batman si fa aiutare da Krypto per liberarlo.
Il supercane invade successivamente la Casa Bianca con Superboy, Nightwing e Robin per liberare Superman e Batman dalle grinfie del Presidente Lex Luthor. All'arrivo sulla Terra di Kara Zor-El, Krypto la aggredisce con violenza ha invece una relazione più amichevole con Superboy, cui viene affidato dopo che questi si trasferisce a Smallville. Viene inoltre brevemente controllato mentalmente per combattere il suo padrone prima da Martian Manhunter a seguito della riemersione del suo alter ego malvagio Fernus, e poi da Despero con l'intento di radere al suolo Metropolis ma, entrambe le volte, viene liberato dal condizionamento psichico.
A seguito di vari retcon e agli eventi di Un anno dopo, Krypto viene indicato come il cane della famiglia El proveniente dalla vera Krypton e mandato sulla Terra assieme a Kal-El quando questi era un neonato, sebbene si sia perso nello spazio per anni e ricongiuntosi al padroncino solo dopo che questi era diventato adolescente. Inoltre, a seguito della morte di Conner Kent, il supercane sparisce per oltre un anno, ma Clark non può dedicare troppo tempo alla sua ricerca poiché rimasto senza poteri, successivamente tuttavia ricompare per rispondere alla chiamata di soccorso dell'orologio di Jimmy Olsen, che decide di adottarlo col benestare dello stesso Superman.
Nel corso delle Sinestro Corps War Krypto tenta senza successo di sconfiggere Superboy-Prime. In seguito affronta e sconfigge Atlas per proteggere Acciaio, Bibbo e il suo padrone, dimostrandosi molto più calmo e controllato che in passato, tanto che Superman rassicura Lois che il cane abbia iniziato a voler bene anche a lei. Dopo la morte di Jonathan Kent, Krypto si trasferisce a vivere con Martha nella sua fattoria a Smallville per farle compagnia, salvandola dall'assalto del Superman di Terra-2 divenuto Lanterna Nera.

### New 52eRinascita
In seguito agli eventi di Flashpoint l'Universo DC viene completamente riscritto e rilanciato. Nella nuova realtà narrativa Krypto è il cane della famiglia El, rimasto intrappolato nella Zona Fantasma dopo aver protetto Jor-El, Lara e il neonato Kal-El da alcuni criminali che stavano tentando l'evasione; anni dopo, Superman ritrova il cane nella Zona Fantasma e riesce a portarlo sulla Terra, dove la creatura sviluppa i suoi stessi poteri. In seguito, Krypto aiuta Superboy a combattere l'H.I.V.E. e lo Psico-Pirata, Batman, Superman e Supergirl a fermare un'invasione aliena e fa brevemente ritorno nella Zona Fantasma per cercare una possibile cura ad un misterioso malessere che ha infettato il suo padrone.
Con la nuova riscrittura della realtà di Rinascita, Krypto diventa il cane di famiglia di Superman, Lois e loro figlio Jon, il quale gli regala un collare realizzato a partire dalla cintura di un vecchio costume del padre. Successivamente Krypto diventa il compagno d'avventure di Supergirl e fa amicizia con vari altri superanimali, come Titus, Bat-Cow, Streaky e Detective Chimp.

## Poteri e abilità

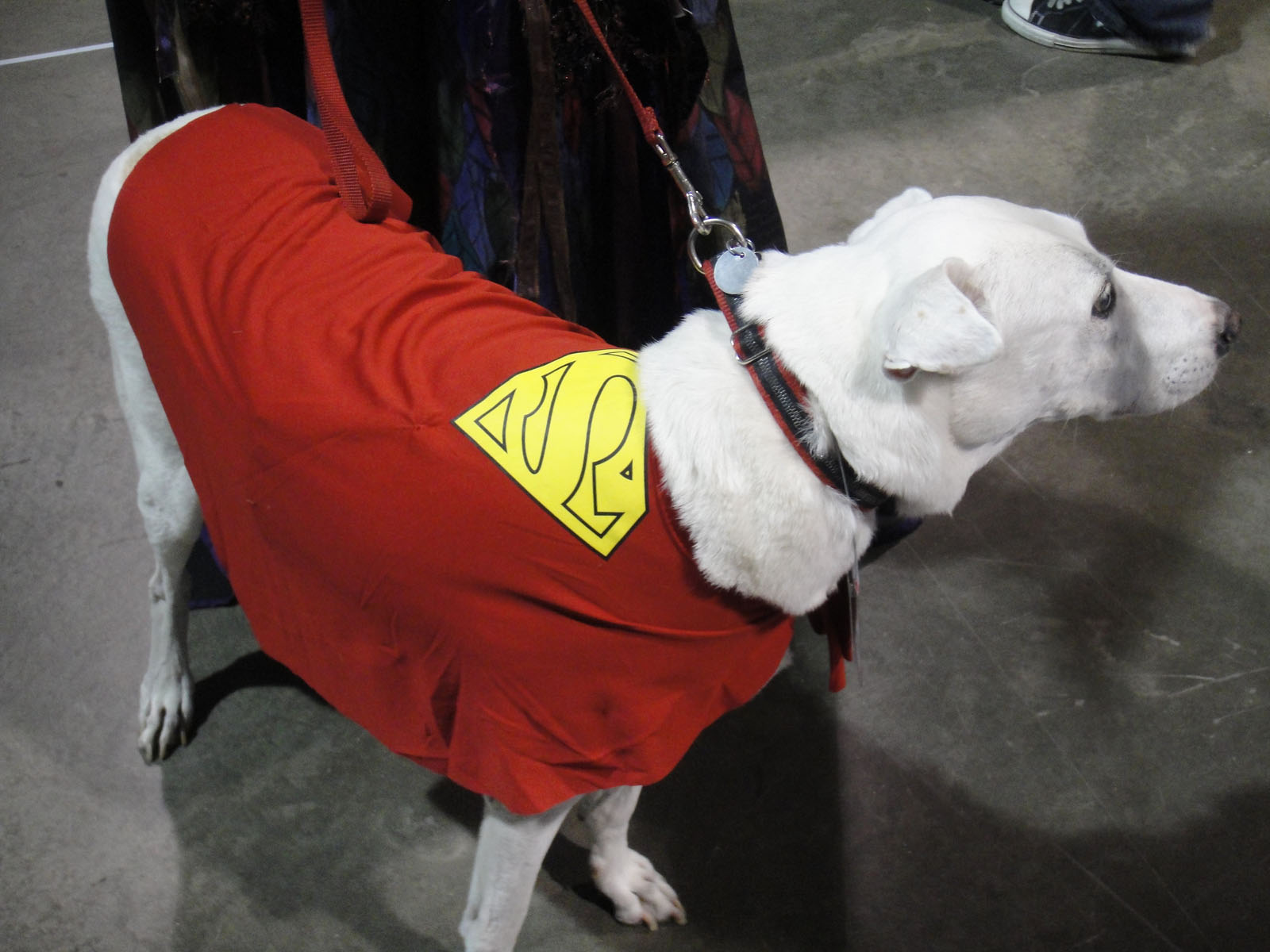
Cosplay di Krypto in una fiera del fumetto del 2011.

Krypto possiede tutti i poteri di qualsiasi kryptoniano sotto un sole giallo, sebbene le sue capacità fisiche siano proporzionali alle sue dimensioni ridotte e alla sua specie, mentre alcune capacità sensoriali, quali udito e olfatto, siano persino più sviluppate di quelle di Superman, esattamente come i sensi di un cane comune sarebbero più acuti di quelli di un normale essere umano. Alcune versioni, come quella pre-Crisi, lo raffigurano inoltre come dotato di un'intelligenza pari a quella umana, sebbene in altre iterazioni abbia facoltà mentali pari a quelle di un cane comune e, solo occasionalmente, venga mostrato capace, attraverso nuvolette di pensiero, di eseguire ragionamenti articolati seppur espressi con una grammatica semplicistica e usando raramente pronomi.

## Altre versioni

### The Nail
In JLA: The Nail compare una versione alternativa di Krypto come esperimento genetico di Lex Luthor per unire il DNA kryptoniano a quello animale, possiede pseudopodi sulla schiena, che lo fanno assomigliare a Starro.

### DC One Million
Nel futuro ipotetico di DC One Million è presente un clone del Krypto originale al fianco di Kal Kent, il Superman dell'853esimo secolo.

### All-Star Superman
Nella miniserie All-Star Superman, Krypto è uno dei personaggi secondari di supporto alle vicende.

### Superman: Red Son
Nella realtà di Superman: Red Son Krypto è il compagno del Superman sovietico.

### The Kingdom
Nella miniserie The Kingdom, prequel di Kingdom Come, Krypto fa una breve apparizione al fianco di Superman.

### Superman: L'ultimo figlio sulla terra
Nella realtà alternativa di Superman: L'ultimo figlio sulla terra, Krypto è un cane robotico messo in salvo assieme al piccolo Clark dal geniale scienziato Jonathan Kent dopo aver scoperto dell'imminente distruzione della Terra.

### Flashpoint
Nell'universo generato da Flashpoint Krypto viene catturato dal governo assieme a Kal-El poco dopo l'arrivo sulla Terra e imprigionato per anni, finché un altro soggetto rinchiuso nella struttura lo controlla mentalmente facendogli aggredire Lionel Luthor, cosa che causa la morte di Lex e la conseguente soppressione del cane.

## Altri media

### Cinema
- Nello script originariamente realizzato da Kevin Smith per il film Superman Lives che avrebbe dovuto essere diretto da Tim Burton, i dirigenti DC chiesero allo sceneggiatore di inserire delle scene con Krypto.[56]
- Il personaggio fa una breve comparsa nel film d'animazione Superman/Batman: Apocalypse.
- In Lego DC Comics Super Heroes: The Flash Krypto ha un breve cameo.[57]
- Krypto fa un cameo in Teen Titans Go! - Il film.
- Il personaggio, doppiato in originale da Dwayne Johnson[58][57] e in italiano da Lillo,[59] è il protagonista di DC League of Super-Pets, dove è fondatore dell'eponimo gruppo ed usa l'alias civile di "Bark Kent".
- Krypto fa un'apparizione in Batman and Superman: Battle of the Super Sons.
- Il personaggio è coprotagonista del film d'animazione crossover Scooby-Doo e Krypto!.[60][57]
- Nel franchise del DC Universe (DCU) Krypto è realizzato in CGI[61][62] ed ispirato graficamente alle fattezze di Ozu, il cane di James Gunn.[63] Tale versione è la prima trasposizione cinematografica live-action del personaggio.
  - In Superman (2025) fa da spalla a Superman, sebbene venga infine rivelato trattarsi del cane di sua cugina Supergirl.[64][65]
  - Il personaggio ricomparirà in Supergirl (2026).[66][67]

### Televisione

Krypto nella sigla della serie animata Krypto the Superdog.

- Krypto compare nella serie animata The Adventures of Superboy.
- Nel DCAU sono presenti numerosi riferimenti al personaggio, sia come statua nella Batcaverna in Batman, che con alcuni cameo e citazioni in Superman e Justice League.
- Krypto, doppiato in originale da Sam Vincent[68][57] e in italiano da Alberto Bognanni, è protagonista della serie animata Krypto the Superdog, dove, similmente ai fumetti, è scampato alla distruzione di Krypton e cresciuto assieme a Superman, per poi essere da questi affidato a un ragazzino di nome Kevin Whitney, residente nella Metropolis suburbana. La serie segue le avventure di Krypto assieme a Streghetto / Supercat e Asso / Batdog contro avversari come Isis (la gatta di Catwoman), gli uccelli del Pinguino, Robogatto e Ignazio (l'iguana domestica di Lex Luthor).
- Nella quarta stagione di Smallville compare un cane ispirato a Krypto e dotato di superforza temporanea poiché usato come cavia negli esperimenti sulla kryptonite della LuthorCorp che, dopo essere stato sottratto da due ladri intenzionati a servirsene per rapinare le banche, viene soccorso da Lois Lane e portato alla fattoria dei Kent, dove nonostante Clark proponga di chiamarlo "Krypto" alla fine gli viene messo nome Shelby da Martha Kent.
- In Legion of Super Heroes Krypto è uno degli abitanti della città in bottiglia di Kandor.
- Krypto fa un'apparizione in Batman: The Brave and the Bold.[57]
- In un segmento di DC Nation Shorts il personaggio è doppiato da David Kaye.
- Krypto compare brevemente nella serie animata Justice League Action.[57]
- Il personaggio compare in Teen Titans Go!, doppiato da Fred Tatasciore.[69]
- Krypto compare per la prima volta in live-action nella serie televisiva Titans, dove è interpretato da tre differenti cani attori: Wrigley, Digby, and Lacey.[70] In tale versione è un golden retriever che ha ottenuto i suoi poteri dopo essere stato sottoposto a sperimentazione dai Laboratori Cadmus per poi venire liberato da Superboy ed entrare successivamente a far parte della squadra assieme a quest'ultimo, accompagnandolo infine ad incontrare Superman dopo lo scioglimento del gruppo.
- In DC Super Hero Girls Krypto è doppiato da Dee Bradley Baker.[57]
- Nell'episodio finale di Superman & Lois nel corso di una sequenza di flashforward Clark, rimasto vedovo di Lois, adotta un golden retriever e lo chiama Krypto.

### Videogiochi
Krypto appare nei seguenti videogiochi:
- DC Universe Online (2011).
- Scribblenauts Unmasked: A DC Comics Adventure (2013).[71]
- LEGO Batman 3: Gotham e oltre (2014).
- Infinite Crisis (2015) dove è doppiato da Frederick Posenor.
- LEGO DC Super-Villains (2018).
- DC League of Super Pets: The Adventures of Krypto and Ace (2022).[72][73]

### Varie
- Il personaggio compare in Superman Adventures n. 14 (febbraio 2000).
- Krypto è protagonista della miniserie a fumetti Krypto the Superdog, ispirata all'omonima serie animata.
- Il personaggio compare nel 14° albo della serie rivolta ai bambini DC Super Friends, datato giugno 2009, e nella pubblicazione derivante Pooches of Power, edita nel 2011.[74][75]
- Krypto compare nel prequel a fumetti di Injustice: Gods Among Us.[76]
- Nella webserie DC Super Hero Girls Krypto è un personaggio ricorrente.[57]
- Krypto compare come cucciolo in Tiny Titans e Superman Family Adventures.